# Kausz József
Kausz József (írói álnevei: Nagysolymosi József, Gábor Géza) (Csém, 1879. december 20. – Budapest, 1967. június 2.) plébános, költő, író és közíró.

## Élete
Leó néven 1897-ben belépett a kapisztránus ferences rendbe, fogadalmat 1901-ben tett. 1903-ban szentelték pappá Kalocsán. Ezt követően Pécsett (1904), Baján (1906) és Nagyszécsényben (1907) szolgált a helyi rendházakban. 
1908-ban a minorita rendbe lépett át, újabb fogadalmát 1910-ben tette Aradon. Kezdetben az itteni rendházban működött, majd Egerben (1915), Pancsovában (1916) és Nyírbátorban (1918). 1921-ben elhagyta a rendet és váci egyházmegyés lett Abonyban, majd káplán Csongrádon (1924), végül plébános Hévízgyörkön (1926).
1957-ben vonult nyugdíjba, ekkor már Budapesten élt.

## Fontosabb művei
Lengyel témájú művekː
- Nagysolymosi József: A lengyel irodalom. Budapest, 1934

Versek:
- Nagysolymosi József: Égő sebeink! Hévízgyörk, 1934

Vallási művek:
- Mit kell minden katolikusnak tudni a vegyesházasságról? Budapest, 1925
- Hazaszeretet és vallás. Hévízgyörk, 1932
- Mennyekzői felköszöntők. Vác, 1933
- Esküvői beszédek gyűjteménye. Hévízgyörk, 1933
- Boldogító szenvedés. Budapest, 1934. (új kiadás 1936) ppek.hu
- Ismerd meg az Oltáriszentséget. Hévízgyörk, 1938
- Legyen egy akol és egy pásztor! Hévízgyörk, 1940

Társadalompolitika:
- A véreskezű sajtó. Pápa, 1937[2]